# Le Soupir des vagues
Pour plus de détails, voir Fiche technique et Distribution.
Le Soupir des vagues (海を駆ける, Umi o kakeru, aussi connu sous le titre de L'Homme qui venait de la mer) est un film japonais réalisé par Kōji Fukada, sorti en 2018 au Japon.

## Synopsis
Une famille japonaise installée en Indonésie recueille un homme étrange et mutique retrouvé nu sur une plage.

## Fiche technique
Sauf indication contraire, les informations mentionnées dans cette section peuvent être confirmées par la base de données cinématographiques IMDb,  présente dans la section « Liens externes ».
- Titre original : 海を駆ける (Umi o kakeru?)
- Titre français : Le Soupir des vagues[1]
- Titre français alternatif : L'Homme qui venait de la mer[2],[3]
- Réalisation, scénario et montage : Kōji Fukada
- Photographie : Akiko Ashizawa
- Musique : Hiroyuki Onogawa (ja)
- Pays de production :  Japon,  Indonésie,  France
- Sociétés de production : Nikkatsu[4] (Japon), Kaninga Pictures (Indonésie), Comme des Cinémas (France)[5]
- Société de distribution : Art House Films (France)[6]
- Format : couleurs - 35 mm - 1,67:1 - DCP
- Genres : drame, fantastique
- Durée : 107 minutes[7]
- Dates de sortie :
  - Japon : 26 mai 2018[7]
  - France : 4 août 2021

## Distribution
- Dean Fujioka : Rau
- Mayu Tsuruta : Takako
- Taiga Nakano : Takashi
- Junko Abe : Sachiko

## Production
Le tournage du film s'est déroulé en Indonésie à Banda Aceh et dans ses environs.

## Sortie

### Accueil critique
En France, le site Allociné recense une moyenne des critiques presse de 3,6/5.

## Distinctions
- Festival du film de Cabourg 2019 : sélection en section Panorama[2]
- Festival du cinéma japonais contemporain Kinotayo 2019 : sélection en compétition[3]